# Gloydius blomhoffi
Gloydius blomhoffi este o specie de șerpi din genul Gloydius, familia Viperidae, descrisă de Heinrich Boie în anul 1826. Conține o singură subspecie: G. b. brevicaudus.